# Mijaíl Víliev
Mijaíl Anatólievich Víliev (en ruso: Михаи́л Анато́льевич Ви́льев; 1 de septiembre [20 de agostojul.] de 1893 - 1 de diciembre de 1919) fue un astrónomo ruso de la etapa soviética, especializado en cronología astronómica histórica. 

## Biografía
Víliev se graduó en la Universidad de Petrogrado en 1915, donde permaneció en el departamento de astronomía preparándose para optar a un puesto como docente. Comenzó a impartir clases en la universidad, incluyendo conferencias sobre cronología; teoría matemática del calendario; y sobre la historia de la astronomía. Participó en expediciones para la observación de eclipses solares en 1912 y 1914. Entre 1916 y 1919 trabajó en el Observatorio de Púlkovo, y a partir de 1919 en el Departamento de Astronomía del Instituto Lesgaft de Ciencias Naturales.
Especializado en el campo de la mecánica celeste y de la historia de la astronomía, desarrolló la teoría de las perturbaciones absolutas de los planetoides; y calculó la órbita de numerosos cometac y asteroides. A título póstumo, se publicó en 1938 su monografía dedicada al cálculo de órbitas, una de las principales tareas de investigación de la astronomía teórica.
Mostró un interés especial por la predicción de eclipses y por los problemas de cronología. Desarrolló una teoría acerca de las posiciones de la Luna, el Sol y los planetas mayores para las fechas de los eventos históricos de la antigüedad, interpretando las referencias en las crónicas a fenómenos astronómicos. En su "Canon de los eclipses de Sol rusos", elaborado para el libro de Daniil Svyatski de 1915, calculó todos los eclipses solares visibles en el territorio ruso desde el siglo XI hasta el siglo XVIII.
Poseía además conocimientos de una serie de lenguas extranjeras modernas, así como del latín, el griego antiguo y el hebreo. Capaz de leer los jeroglíficos egipcios y el árabe, traducía los anales etíopes.
Murió en Petrogrado a la edad de 26 años, víctima de la epidemia de gripe de 1918. En tan solo 7 años de intensa actividad, escribió más de 120 artículos sobre astronomía e historia de la ciencia.

## Eponimia
- El cráter lunar Vil'ev lleva este nombre en su memoria.[4]
- El asteroide (2553) Viljev (descubierto por Nikolái Chernyj el 29 de marzo de 1979 desde el Observatorio Astrofísico de Crimea) también lleva su nombre.[5]